# Nissan Trade
Nissan Trade — малотоннажный грузовой автомобиль, выпускаемый компанией Nissan Motor Ibérica c 1987 по 2001 год.

## История
Производство автомобиля Nissan Trade стартовало в 1987 году в Испании. Представляет собой модернизированное шасси Ebro F108.
Автомобили оснащены двигателями внутреннего сгорания Perkins. Существовала также версия Trade Van.
В 1993 году было создано совместное предприятие между Nissan и Renault. Согласно подписанному лицензионному договору, автомобиль Nissan Trade было решено вытеснить с конвейера моделью Nissan Interstar, но производство модели Nissan Trade продолжилось до 2001 года.